# Desognaphosa kroombit
Desognaphosa kroombit là một loài nhện trong họ Trochanteriidae. Loài này phân bố ở Queensland.